# La Vid de Ojeda
La Vid de Ojeda ist ein Ort und eine nordspanische Gemeinde (municipio) mit 90 Einwohnern (Stand: 2024) in der Provinz Palencia der Autonomen Gemeinschaft Kastilien-León.

## Lage und Klima
La Vid de Ojeda liegt in der altkastilischen Meseta in einer Höhe von ca. 870 m. Die Provinzhauptstadt Palencia befindet sich gut 70 km (Fahrtstrecke) südsüdöstlich. Das Klima im Winter ist kühl, im Sommer dagegen trotz der Höhenlage gemäßigt bis warm; Niederschläge (ca. 693 mm/Jahr) fallen überwiegend im Winterhalbjahr.

## Bevölkerungsentwicklung
| Jahr      | 1970 | 1981 | 1991 | 2001 | 2011 | 2021 |
| Einwohner | 291  | 223  | 164  | 32   | 113  | 90   |

## Sehenswürdigkeiten

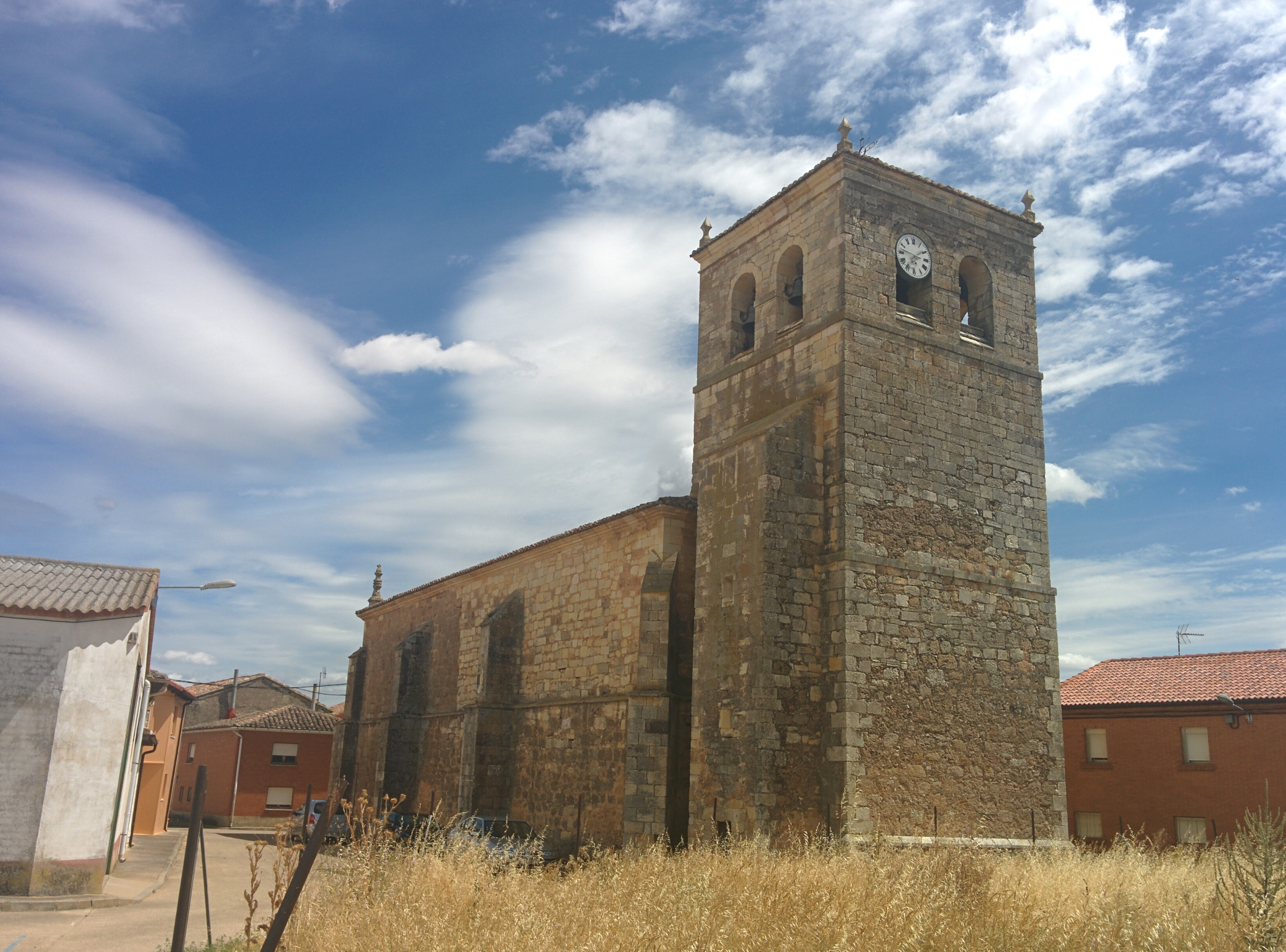
Kirche Mariä Himmelfahrt
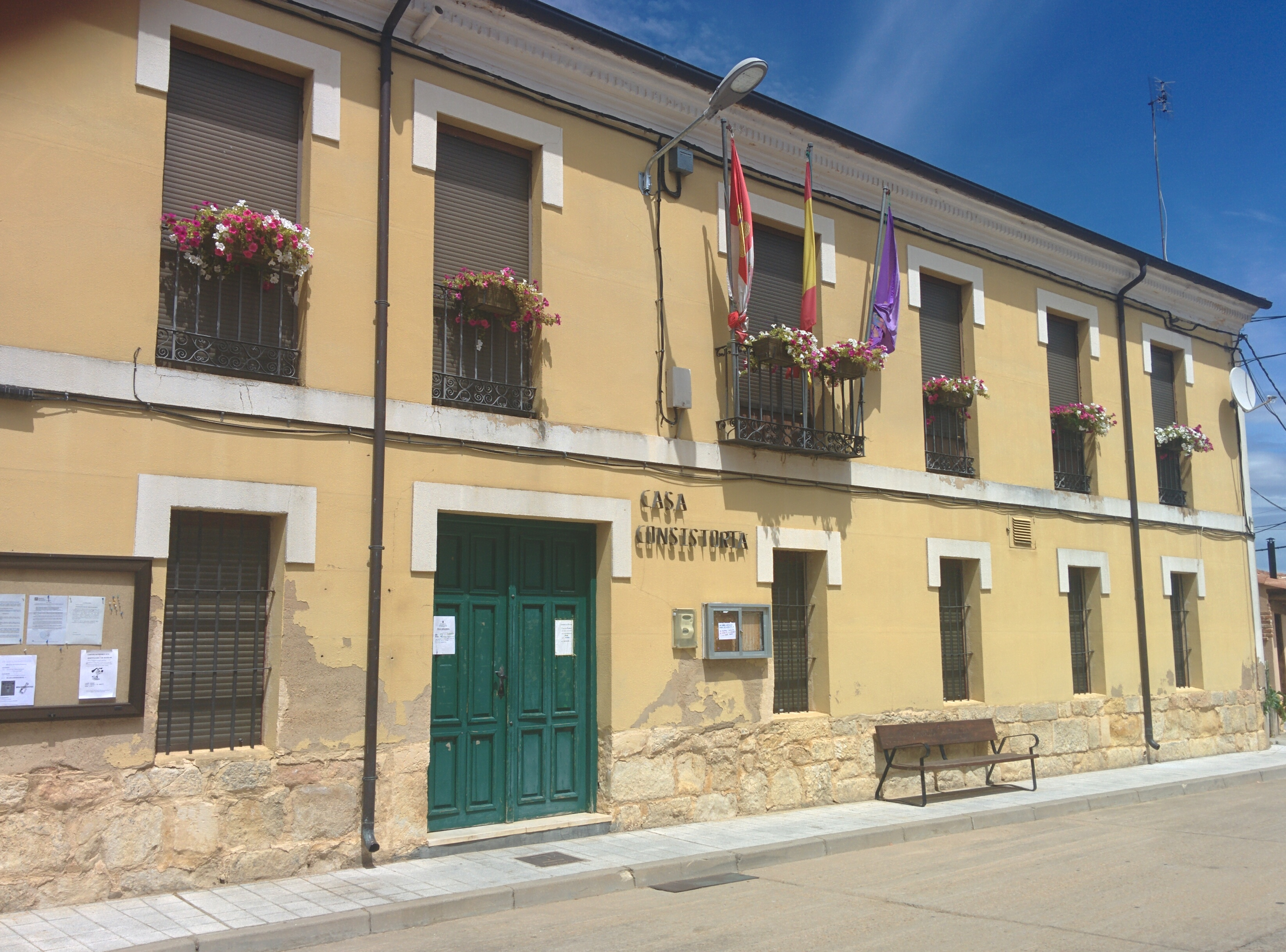
Rathaus

- Kirche Mariä Himmelfahrt
- Rathaus